# Hamadruas sikkimensis
Hamadruas sikkimensis là một loài nhện trong họ Oxyopidae.
Loài này thuộc chi Hamadruas. Hamadruas sikkimensis được Benoy Krishna Tikader miêu tả năm 1970.